# C15H26
化学式C15H26（摩尔质量：206.37 g/mol）可能指：
- 广霍香烷，CAS号：25491-20-7
- 雪松烷，CAS号：13567-54-9
- 香木兰烷，CAS号：6790-78-9
- 5-辛基-2-降冰片烯，CAS号：22094-84-4

|  | 这个同类索引页列出了具有相同分子式的化学物（即同分異構體）条目。 除非您是有意链接至本页，否则应将相应条目的内部链接指向正确的条目。 |